# Zentralstelle für das Chiffrierwesen
Die Zentralstelle für das Chiffrierwesen (ZfCh) war eine in den 1950er Jahren gegründete und im Bonner Ortsteil Mehlem ansässige Dienststelle des Bundesnachrichtendienstes (BND). Sie entwickelte Verschlüsselungsgeräte und -algorithmen für die Bundesverwaltung, hatte Aufgaben im Bereich des Schutzes vor kompromittierender Abstrahlung sowie zuletzt auch der Computersicherheit. Zudem spielte die ZfCh eine wesentliche Rolle bei der Operation Rubikon von BND und Central Intelligence Agency (CIA), einer der bedeutendsten nachrichtendienstlichen Operationen des 20. Jahrhunderts. 1989 wurde die ZfCh in Zentralstelle für Sicherheit in der Informationstechnik (ZSI) umbenannt. Große Teile der Dienststelle wurden mit dessen Gründung 1991 in das Bundesamt für Sicherheit in der Informationstechnik (BSI) überführt.

## Geschichte

### Zusammenführung von Zuständigkeiten in der Kryptologie beim Bundesnachrichtendienst
Die Zentralstelle für das Chiffrierwesen ging aus der 1947 durch den Kryptologen und Mathematiker Erich Hüttenhain innerhalb des BND-Vorläufers Organisation Gehlen gegründeten Studiengesellschaft für wissenschaftliche Arbeiten hervor. Hüttenhain hatte zuvor der Chiffrierabteilung des Oberkommandos der Wehrmacht angehört. Er wurde als Ministerialdirigent erster Leiter der in Bonn-Mehlem angesiedelten ZfCh und führte den Decknamen Erich Hammerschmidt. Mit der Gründung der ZfCh wurde gleichzeitig das ab 1950 im Auswärtigen Amt bestehende und für verschlüsselte Kommunikation zuständige Referat 114 aufgelöst. Selbiges gilt für die Entwicklung von starken Verschlüsselungen bei der Bundeswehr, die sich mit Gründung der ZfCh vorläufig ausschließlich schwächeren Verschlüsselungsalgorithmen widmen durfte. Die Entwicklung als auch Kryptoanalyse stärkerer Verschlüsselungsalgorithmen war hingegen der ZfCh vorbehalten, die diese Aufgabe als zentrale Stelle für die Bundesverwaltung wahrnahm. Im Rahmen dieser Tätigkeit soll die ZfCh Wissenslücken in der Kryptologie geschlossen haben und sichere Algorithmen entwickelt haben, die für den Gebrauch im NATO-Rahmen zugelassen wurden. Die ZfCh unterstand zunächst der Abteilung 2, später der Abteilung 4 des BND. Nach Hüttenhains Ausscheiden übernahm von 1970 bis 1972 dessen vorheriger Stellvertreter Wilhelm Göing, ebenfalls Mathematiker, die Leitung der ZfCh. Diesem folgte Otto Leiberich. Auch er war Mathematiker und Kryptologe. 1985 erwarb der BND erstmals Supercomputer von Cray für die ZfCh, die zur Dechiffrierung verschlüsselter Kommunikation genutzt werden konnten. 1986 wurde in der ZfCh eine Arbeitsgruppe für IT-Sicherheitsfragen eingerichtet.

### Transformation in eine IT-Sicherheitsbehörde für Staat, Wirtschaft und Gesellschaft
Die Bundesregierung erkannte in den 1980ern die zunehmende gesamtgesellschaftliche Bedeutung von IT-Sicherheit. Daher sollten Teile der Aufgaben der ZfCh mittelfristig in eine eigenständige Bundesoberbehörde in den Geschäftsbereich des damaligen Bundesministeriums des Innern überführt werden. Die neue Behörde sollte neben dem Schutz der IT-Systeme der öffentlichen Verwaltung auch die IT-Sicherheit von Unternehmen und Bürgern gewährleisten. Am 1. Juni 1989 wurde in einem ersten Schritt die ZfCh in Zentralstelle für Sicherheit in der Informationstechnik (ZSI) umbenannt. Otto Leiberich blieb ihr Leiter. Am 1. Januar 1991 wurde das Bundesamt für Sicherheit in der Informationstechnik (BSI) gegründet, abermals mit Leiberich als Gründungspräsidenten. 93 Mitarbeiter der ZfCh bzw. ZSI wechselten mit dessen Gründung zum BSI. Sie machten zu Beginn den Großteil der Mitarbeiterschaft aus.

### Weiternutzung der Liegenschaft in Bonn-Mehlem
In der ehemaligen Liegenschaft der ZfCh am Nippenkreuz 19 in Bonn-Mehlem war oder ist ein Teil des BSI und das Nationale Cyber-Abwehrzentrum untergebracht. Selbiges gilt für das Amt für Militärkunde (AMK) – Wissenschaftlicher Fachbereich, einer legendierten Dienststelle des BND. Noch 1999 war die ZfCh in der Cray-Nutzergruppe vertreten unter der gleichzeitigen Angabe Amt für Militärkunde. Das Bundesministerium der Verteidigung gab 2011 auf eine Presseanfrage hin an, dass in der Liegenschaft in Mehlem 130 Mitarbeiter des Amtes für Militärkunde tätig seien. Es handele sich dabei um Wissenschaftler unterschiedlicher Fachrichtungen sowie Soldaten.

## Personen
- Erich Hüttenhain, Leiter der ZfCh 1956–1970
- Wilhelm Göing, Leiter der ZfCh 1970–1972
- Otto Leiberich, Leiter der ZfCh ab 1972, ab 1989 Leiter der ZSI, ab 1991 Gründungspräsident des BSI[20]

## Aufgaben

### Beitrag zum materiellen Geheimschutz
Die ZfCh war nach Angaben ihres letzten Leiters Otto Leiberich in den ersten Jahren vorwiegend im Bereich Fernmeldesicherheit tätig. Die Dienststelle beschäftigte sich demnach ab den 1950er Jahren mit der technischen und mathematischen Entwicklung von Verschlüsselungsgeräten für die gesamte deutsche Bundesverwaltung, um Verschlusssachen zu schützen. 1957 entwickelte die ZfCh beispielsweise den Reihenschieber als Verschlüsselungshilfsmittel. Die in Zusammenarbeit mit der deutschen Industrie hergestellten Kryptogeräte wurden teilweise auch bei der NATO eingesetzt. Die ZfCh arbeitete im Grundsatz mit allen deutschen Herstellern von Kryptotechnologie zusammen. In den 1970er Jahren traten Otto Leiberich zufolge Zuständigkeiten im Bereich der Abstrahlsicherheit hinzu. Diese beinhaltet den Schutz von IT-Geräten im Bereich des Geheimschutzes vor Ausspähung aufgrund kompromittierender Abstrahlung. Ab 1987 wurde das Aufgabenfeld um Computersicherheit im Geheimschutzbereich der öffentlichen Verwaltung erweitert. Dazu wurde auch eine Abteilung für IT-Sicherheit bei der ZfCh eingerichtet. Die ZfCh entwickelte gemeinsam mit anderen Behörden, Unternehmen, Verbänden und Forschungsinstituten in den 1980er Jahren die Deutschen IT-Sicherheitskriterien. Aus diesen entwickelte sich der IT-Grundschutz des heutigen BSI. Einer der maßgeblichen Industriepartner bei der Entwicklung war dabei die IABG. 

### Kryptoanalyse und Entzifferung
Gleichermaßen gehörte seit Gründung auch die Kryptoanalyse und Entzifferung von verschlüsselter Kommunikation für den BND zu den Aufgaben der ZfCh. So soll es der ZfCh in den 1950er Jahren gelungen sein, chiffrierte Nachrichten des Ministeriums für Staatssicherheit (MfS) an Agenten in der Bundesrepublik zu entziffern. Offenbar trugen die archivierten entschlüsselten Nachrichten entscheidend zur Enttarnung des MfS-Spions Günter Guillaume im Jahr 1974 bei.

### Mitwirkung bei Operationen des Bundesnachrichtendienstes
Die ZfCh spielte auch eine Rolle bei nachrichtendienstlichen Operationen des BND im Bereich der Technischen Aufklärung. Die ZfCh war in die ab 1970 angelaufene Operation Thesaurus, später Operation Rubikon des BND und der CIA entscheidend eingebunden. Die damaligen Leiter der ZfCh Hüttenhain und Göing verhandelten selbst über den Kauf der Schweizer Crypto AG durch die beiden Nachrichtendienste. Die ZfCh stellte in den Folgejahren über den als Beirat auftretenden Industriepartner Siemens geschwächte Verschlüsselungsalgorithmen bereit. Diese wurden wiederum in Exportversionen der Kryptogeräte der ab 1970 im Eigentum von BND und CIA befindlichen Crypto AG implementiert. Dadurch konnten eingeweihte Nachrichtendienste und insbesondere der BND und die amerikanische National Security Agency (NSA) die chiffrierte Kommunikation zahlreicher Staaten weltweit mit überschaubarem Aufwand entschlüsseln und mitlesen. Auf Seiten des BND war offenbar auch hier die ZfCh für die Entzifferung zuständig.

### Fachliche Mitwirkung bei der Krypto-Exportkontrolle
Ebenso war die ZfCh auch für die fachliche Begutachtung von für den Export vorgesehenen Verschlüsselungssystemen im Rahmen der Exportkontrolle zuständig. Auf diesem Weg sollte verhindert werden, dass nicht verbündete ausländische Akteure an potentiell militärisch nutzbare starke Verschlüsselungssysteme gelangten.

### Amtshilfe für Strafverfolgungsbehörden
Die ZfCh unterstützte daneben deutsche Ermittlungsbehörden im Wege der Amtshilfe bei der Entschlüsselung chiffrierter Kommunikation von Gruppierungen der organisierten und schweren Kriminalität sowie des Terrorismus. Die ZfCh versuchte in den 1970er Jahren vergeblich, verschlüsselte Ortsangaben zu Waffenverstecken der Rote Armee Fraktion für das Bundeskriminalamt zu entschlüsseln. Erfolgreich war die ZfCh bei der Entzifferung von Aufzeichnungen der Dominas-Bande in den 1960er Jahren.